# Mouron (Ardenas)
Mouro é uma comuna francesa na região administrativa de Grande Leste, no departamento das Ardenas. Estende-se por uma área de 6,4 km².